# Nemipteridae
Los Nemipteridae son una familia de peces marinos incluida en el orden Perciformes. Se distribuyen por aguas tropicales y subtropicales del océano Índico y oeste del Pacífico. su nombre procede del griego nemas (filamento) y pteron (aleta), por el característico filamento en su aleta caudal.
En la aleta dorsal tienen 10 espinas y 9 radios blandos, en la aleta anal 3 espinas y 7 a 8 radios blandos, así como un filamento largo en la parte superior de la aleta caudal en algunas especies.
Son peces carnívoros que se alimentan de pequeños peces bentónicos, cefalópodos, crustáceos y poliquetos, aunque algunas especies se alimentan de plancton. Algunas especies son hermafroditas protoginos.
No es común su uso en acuarilogía, aunque tienen un gran potencial para esto. Esta familia de peces es pescada con gran importancia en la pesca comercial y artesanal.

## Géneros
Existen unas 62 especies agrupadas en 5 géneros:
- Nemipterus (Swainson, 1839)
- Parascolopsis (Boulenger, 1901)
- Pentapodus (Quoy y Gaimard, 1824)
- Scaevius (Whitley, 1947 )
- Scolopsis (Cuvier, 1814)

## Imágenes

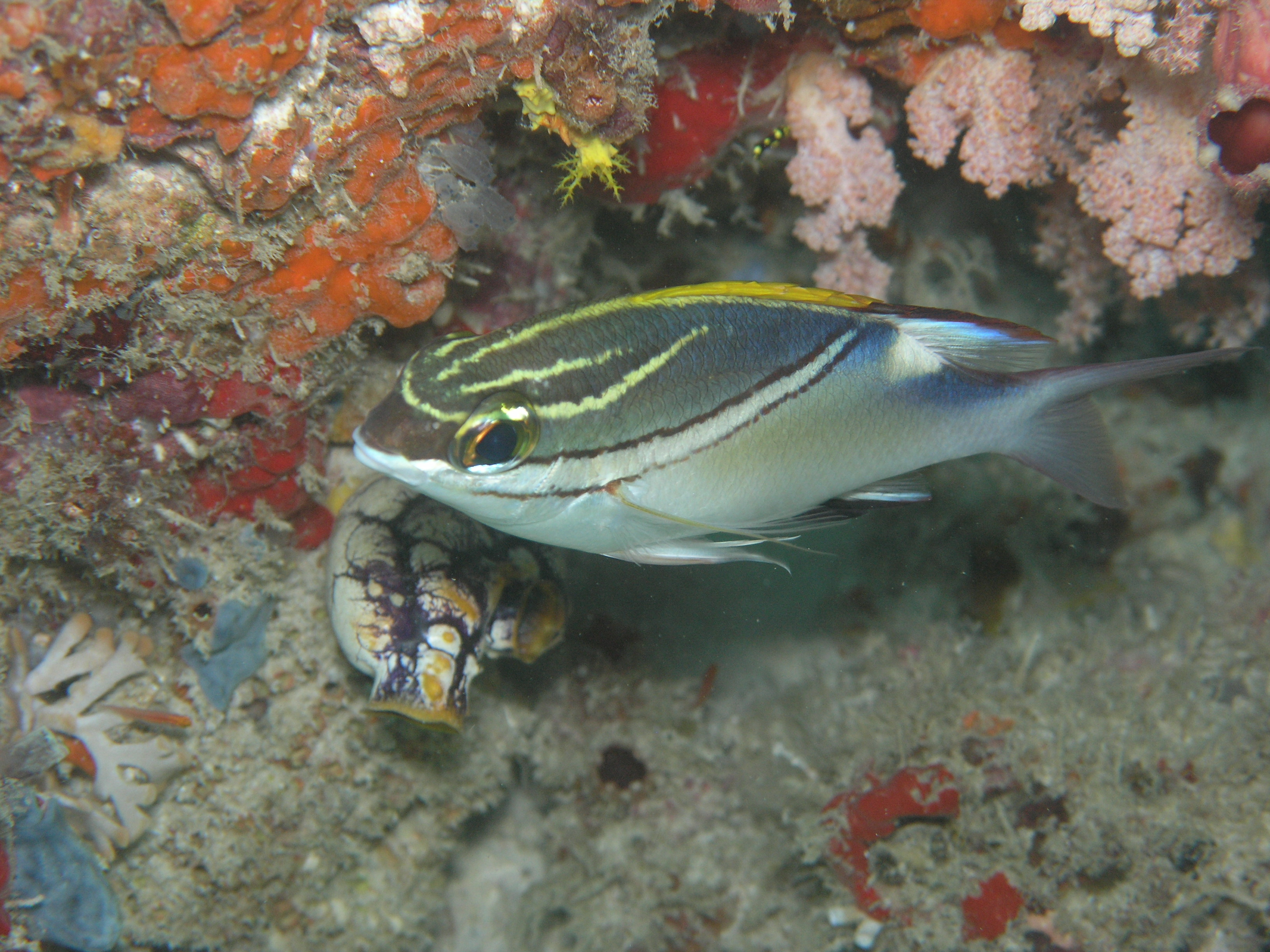
Scolopsis bilineata
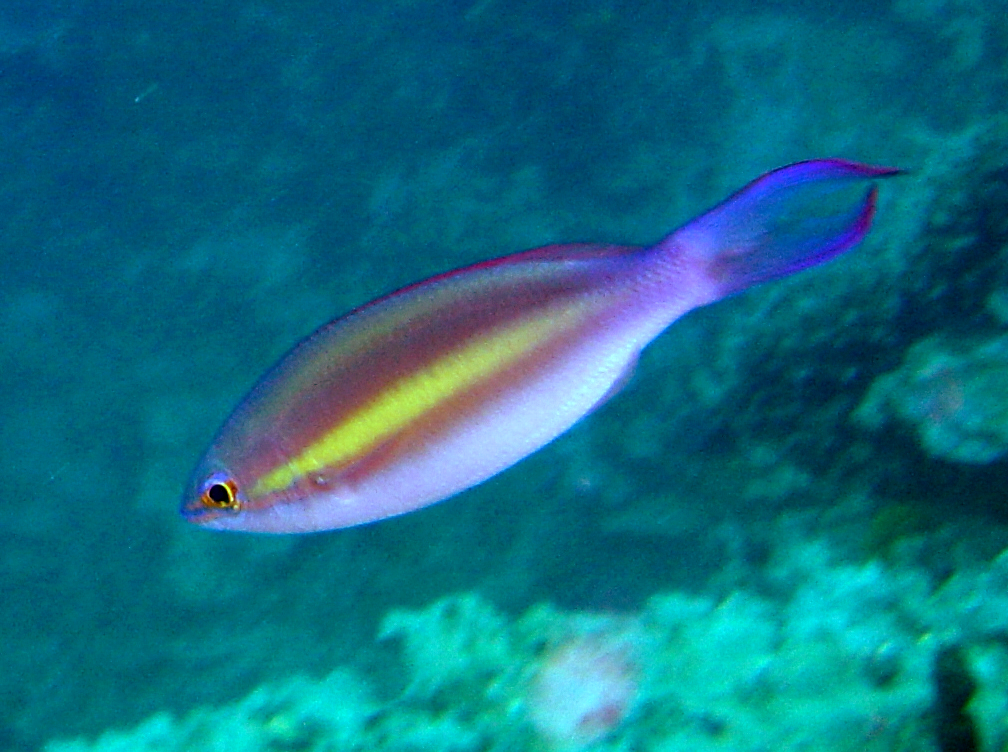
Pentapodus emeryii